# Werner Penzel
Werner Penzel est un réalisateur allemand de films documentaires, né en 1950.

## Biographie
Werner Penzel a étudié à la Hochschule für Film und Fernsehen München, à Munich.
D'abord poète et musicien, durant les années 1960, Werner Penzel se convertit à la réalisation de films au début des années 1970.
Werner Penzel puise son inspiration dans ses voyages en Amérique du Sud, en Afrique du Nord, en Inde et au Japon. Il travaille avec la troupe de théâtre brésilienne Oficina et s'inscrit à l'école de cinéma de Munich.
Il réalise ses premiers films, puis fonde la maison de production CineNomad en 1987, avec son ami Nicolas Humbert. Ensemble, ils réalisent plusieurs documentaires, dont Step Across the Border, qui a pour sujet le guitariste Fred Frith, et Middle of the Moment, qui s'inscrivent dans le genre des ciné-poèmes.

## Filmographie
- Heibfest (1969)
- Nellis Laden (1971)
- Heisse Luft (1972)
- Haiku (1973)
- Tamfez (1974)
- Umbanda Magic Theatre (1974)
- Brot & Zirkus (1975)
- Babaji & Dokri Maa (1976)
- Vagabunden Karawane (1979)
- Dein Kopf ist ein schlafendes Auto (1981)
- Krampus (1982)
- Piraten der Stille (1983)
- Sterben zu Füssen der Brüder (1984)
- Abschied vom Hass (1986)
- Lani und die Seinen (1988)
- Step Across the Border (1987-1990), co-réalisé avec Nicolas Humbert
- Middle of the Moment (1990-1995), co-réalisé avec Nicolas Humbert
- Null Sonne. No Point (1997)
- One last Glimpse (1999)
- Why Should I Buy a Bed When All That I Want Is Sleep (1999)
- Three Windows (1993-1999)
- Brother Yusef (2004), coréalisation avec Nicolas Humbert
- Zen for Nothing (2016)